# Corte (realeza)
Corte no contexto das monarquias é o nome que se dá ao lugar onde o rei reside, seja permanentemente ou de passagem, assim como às pessoas da casa real e às que as acompanham. O nome parece derivar do latim , que significa ajuntamento de gente em acto de guerra, debaixo do governo de uma pessoa.